# Tension II
Tension II è il diciassettesimo album in studio della cantante australiana Kylie Minogue, pubblicato il 18 ottobre 2024. È il seguito del suo sedicesimo album in studio, Tension (2023).

## Antefatti e descrizione
Il 22 settembre 2023, Minogue ha pubblicato Tension, il suo sedicesimo album in studio, il quale ha ricevuto consensi da parte della critica musicale, la quale ne ha apprezzato sia le sonorità ispirate agli anni '80, alla musica elettronica e alla disco music. L'album è stato promosso dal singolo Padam Padam, divenunto il più grande successo commerciale della cantante da quando lo streaming musicale è entrato in maniera predominante nella discografia vincendo nella categoria miglior registrazione pop dance ai Grammy Awards 2024.
Nel gennaio 2024 la cantante aveva considerato l'idea di pubblicare una riedizione dell'album con materiale scartato nella fase di produzione. Nello stesso periodo ha partecipato a diverse collaborazioni, tra cui Dance Alone con Sia e Midnight Ride con Orville Peck e Diplo. Nel luglio 2024 ha confermato di essere al lavoro per il nuovo progetto.

In un'intervista rilasciata a Vogue, Minogue ha raccontato il processo di produzione e di pubblicare un secondo capitolo del progetto Tension:

## Promozione

### Singoli
Il primo singolo estratto è stata la collaborazione My Oh My con Bebe Rexha e Tove Lo, pubblicata l'11 luglio 2024. Ad essa è seguita Edge of Saturday Night con l'artista The Blessed Madonna. Il singolo solista principale dell'album è stato Lights Camera Action pubblicato il 27 settembre 2024.
Nel corso del 2024 Minogue ha collaborato in Dance Alone con Sia e in Midnight Ride con Orville Peck e Diplo, successivamente inseriti all'interno dell'album.

### Tour internazionale
Minogue ha annunciato il Tension Tour, tournée internazionale che vedrà date in Australia, Asia, Europa, Nord America e Sud America, la prima da Golden Tour in promozione dell'album Golden del 2018. Il tour inizierà a Perth il 15 febbraio 2025.

## Accoglienza
| Recensione           | Giudizio |
| -------------------- | -------- |
| AllMusic             |          |
| Attitude             |          |
| Clash                | 7/10     |
| NME                  |          |
| Rolling Stone        |          |
| Slant Magazine       |          |
| The Daily Telegraph  |          |
| The Line of Best Fit | 9/10     |
| The Observer         |          |
| The Independent      |          |

Tension II ha ottenuto recensioni prevalentemente positive da parte della critica specializzata. Su Metacritic, sito che assegna un punteggio normalizzato su 100 in base a critiche selezionate, l'album ha ottenuto un punteggio medio di 77 basato su dieci recensioni.
Helen Brown del The Independent ha dato cinque stelle al progetto, definendolo «più audace, più tenace e più creativo del suo predecessore scatenato», ed elogiando le performance della Minogue e la maggior parte dei brani. Quentin Harrison di The Line of Best Fit ha elogiato l'album di Kylie Minogue, affermando che la sua «nitida abilità [...] conferma che questo è il mondo di Kylie Minogue, e che siamo solo abbastanza fortunati da viverci». Lauren Murphy dell'Irish Times l'ha descritta come una «raccolta tenace» di canzoni che dimostra il fatto che «dopo 36 anni di pubblicazioni, Kylie non solo sopravvive, ma prospera».
Alexa Camp di Slant Magazine lo ha definito la raccolta di canzoni dance-pop più «sfacciatamente accattivante» della Minogue dai tempi dell'album Aphrodite del 2010. Tuttavia, la Camp ha criticato le collaborazioni, ritenendo che abbiano impedito all'album di essere un «album più forte del suo predecessore». Robin Murray di Clash ha definito l'album «vintage», elogiando diversi brani per sonorità e produzione. Tuttavia, Murray ha ritenuto che fosse «incastonato nelle tendenze pop più marcate della Kylie degli anni duemila» e «fa sì che il progetto sembri un po' esile in alcuni punti», citando Hello e Dance to the Music come esempi.
Shaad D'Souza del The Observer ha espresso critiche più negative, scrivendo che, sebbene a volte sia «frizzante e a volte gratificante», ritiene che nel complesso «non riesca a ricreare gli alti livelli del suo predecessore, scegliendo invece di replicare le idee solleticanti di Padam Padam, ritmi europop anonimi e sottili come un bastoncino; ganci vocali senza senso; tentativi autoconsapevoli di camp, più e più volte, fino a quando queste idee non sono state consumate fino a diventare nulle».

## Tracce
1. Lights Camera Action – 2:42 (Kylie Minogue, Lewis Thompson, Ina Wroldsen, Adria Garcia)
2. Taboo – 2:48 (Steve Mac, Ina Wroldsen)
3. Someone for Me – 2:34 (Peter Rycroft, Sarah Hudson, Brett McLaughlin, Pablo Bowman, Kevin Hickey, Zhone)
4. Good as Gone – 3:09 (Benjamin Kohn, Peter Kelleher, Thomas Barnes, Caroline Ailin, Noonie Bao, TMS)
5. Kiss Bang Bang – 2:27 (Kylie Minogue, Oliver Peterhof, Neave Applebaum, Alna Hofmeyr, James Norton,)
6. Diamonds – 2:42 (Kylie Minogue, Jennifer Decilveo, Vaughn Oliver, Jesse St. John)
7. Hello – 2:44 (John Morgan, William Lansley, Ina Wroldsen, Neave Applebaum, Punctual)
8. Dance to the Music – 2:31 (Kylie Minogue, Jennifer Decilveo, Vaughn Oliver, Jesse St. John, Tobias Wincorn)
9. Shoulda Left Ya – 2:20 (Kylie Minogue, Biff Stannard, Gez O'Connell, Duck Blackwell)
10. Edge of Saturday Night (featuring The Blessed Madonna) – 3:26 (Kylie Minogue, Jin Jin, Marea Stamper, Rachel, Dance System, Pat Alvarez, Joy Anonymous, Jay Reynolds)
11. My Oh My (featuring Bebe Rexha e Tove Lo) – 3:01 (Steve Mac, Ina Wroldsen, Ebba Tove Elsa Nilsson)
12. Midnight Ride (con Orville Peck e Diplo) – 3:31 (Kylie Minogue, Orville Peck, Christopher Stracey, Marta Cikojevic, Picard Brothers, Diplo)
13. Dance Alone (featuring Sia) – 2:52 (Sia Furler, Jesse Shatkin, Jim-E Stack)

## Successo commerciale
Nel Regno Unito, l'album ha esordito al primo posto della Official Albums Chart, diventando il suo decimo album al numero uno della classifica. In questo modo ha eguagliato gli ABBA, i Coldplay, i Queen e Michael Jackson, estendendo il suo record di terza artista femminile con il maggior numero di album al numero uno, dietro a Madonna e Taylor Swift. L'album ha anche esordito al primo posto della Official Vinyl Albums Chart.
In Australia, Tension II ha esordito alla prima posizione della ARIA Albums Chart e delle classifiche Australian Artists e Vinyl Albums. È diventato l'ottavo album in studio numero uno della Minogue, il suo quinto numero uno consecutivo e il suo nono album numero uno in assoluto nel Paese.

## Classifiche
| Classifica (2024) | Posizione massima |
| ----------------- | ----------------- |
| Australia         | 1                 |
| Belgio (Fiandre)  | 4                 |
| Belgio (Vallonia) | 3                 |
| Canada            | 64                |
| Finlandia         | 27                |
| Francia           | 21                |
| Germania          | 4                 |
| Irlanda           | 8                 |
| Italia            | 25                |
| Nuova Zelanda     | 22                |
| Paesi Bassi       | 5                 |
| Regno Unito       | 1                 |
| Stati Uniti       | 98                |
| Svizzera          | 4                 |